# Merel Baldé
Pour les articles homonymes, voir Baldé.
 (janvier 2019).
Si vous disposez d'ouvrages ou d'articles de référence ou si vous connaissez des sites web de qualité traitant du thème abordé ici, merci de compléter l'article en donnant les références utiles à sa vérifiabilité et en les liant à la section « Notes et références ».
Merel Baldé, dite MEROL, née le 10 février 1991 à Dordrecht,, est une actrice, chanteuse et auteure-compositrice-interprète néerlandaise. Elle est devenue célèbre à la suite de son single Lekker Met de Meiden en 2018, qui s'avérait un grand succès grâce aux paroles parlant d'activités stéréotypées associées à des jeunes femmes.

## Biographie
Baldé a obtenu un diplôme de l'Académie de théâtre et de danse d'Amsterdam en 2014. Ensuite, elle jouait des rôles dans, entre autres, Soldaat van Oranje, Flikken Maastricht et All You Need is Love, Baldé voulait cependant avoir plus de liberté et de contrôle sur ce qu'elle fait. Ainsi elle est entrée dans l'industrie de la musique.

## Filmographie

### Cinéma et téléfilms
- 2012 : De Meisjes van Thijs (nl) : Odette
- 2015 : Flikken Maastricht : Julia Swaans
- 2018 : All You Need Is Love (nl) : Stephanie

## Discographie[5]

### EPs
- 2018 : Boter (Beurre)
- 2019 : Superlatief (Superlatif)
- 2022 : Troostprijs (Lot de consolation)

### Singles
- 2018 : Lekker Met De Meiden (Traîner avec les filles)
- 2018 : Borderline
- 2018 : Kerst Met De Fam (Noël en famille)
- 2019 : Hou Je Bek En Bef Me (Tais-toi et broute-moi le minou) (gagnant des 3voor12 Awards pour La Chanson de l'Année 2019)[6]
- 2019 : geen reet (Pas de cul) (avec Bokoesam)
- 2019 : Krijg Het Er Geil Van (Ça me rend chaude) (avec Gotu Jim)
- 2019 : Dan Maar Jij (Tu suffiras)
- 2019: Superlatieven (Des superlatifs)
- 2020 : Slippertje (Adultère)
- 2020 : Binnendingen (Des choses à faire dedans)
- 2020 : Houseparty
- 2020 : Ik **** je op afstand (Je te ***** à distance) (avec Arjen Lubach)
- 2020 : Je Vais Vite (op de Campingdisco) (Je vais vite (dans la boîte du camping)
- 2020 : knaldrang (Envie de m'éclater)
- 2021 : foefsafari (Safari dans le minou)
- 2021: Feromonen (Phéromones)
- 2021: vol (Imbu)
- 2022: patronen (Modèles)